# ایواکونی، یاماگوچی
ایواکونی در استان یاماگوچی در کشور ژاپن واقع شده‌است که دارای جمعیت ۱۴۶٬۸۸۵ نفر و مساحت ۸۷۲٫۷۱ کیلومتر مربع با تراکم جمعیت ۱۶۸ نفر در کیلومترمربع است و در تاریخ ۲۰ مارس ۲۰۰۶ به عنوان شهر شناخته شد.